# Фажана
Фажана (хорв. Fažana) — населений пункт і громада в Істрійській жупанії Хорватії.

## Населення
Населення громади за даними перепису 2011 року становило 3 635 осіб. Населення самого поселення становило 2 009 осіб.
Динаміка чисельності населення громади:
Динаміка чисельності населення центру громади:

## Населені пункти
Крім поселення Фажана, до громади також входить Валбандон.

## Клімат
Середня річна температура становить 13,46 °C, середня максимальна – 26,68 °C, а середня мінімальна – -0,18 °C. Середня річна кількість опадів – 835 мм.
| Клімат поселення                              | Клімат поселення | Клімат поселення | Клімат поселення | Клімат поселення | Клімат поселення | Клімат поселення | Клімат поселення | Клімат поселення | Клімат поселення | Клімат поселення | Клімат поселення | Клімат поселення | Клімат поселення |
| Показник                                      | Січ.             | Лют.             | Бер.             | Квіт.            | Трав.            | Черв.            | Лип.             | Серп.            | Вер.             | Жовт.            | Лист.            | Груд.            |                  |
| Середній максимум, °C                         | 10,01            | 10,55            | 13,48            | 16,84            | 21,67            | 25,42            | 26,68            | 26,50            | 22,35            | 17,86            | 12,84            | 9,66             |                  |
| Середня температура, °C                       | 4,92             | 5,45             | 8,38             | 11,74            | 16,58            | 20,32            | 23,06            | 22,88            | 18,72            | 14,25            | 9,22             | 6,04             |                  |
| Середній мінімум, °C                          | −0,18            | 0,36             | 3,29             | 6,64             | 11,48            | 15,22            | 19,43            | 19,24            | 15,10            | 10,62            | 5,60             | 2,41             |                  |
| Норма опадів, мм                              | 66               | 54               | 59               | 65               | 58               | 67               | 45               | 71               | 76               | 95               | 103              | 76               |                  |
| Середньомісячна швидкість вітру, м/с          | 2.47             | 2.73             | 2.83             | 2.77             | 2.48             | 2.39             | 2.38             | 2.34             | 2.42             | 2.60             | 2.76             | 2.67             |                  |
| Середньомісячна сонячна радіація, кДж/м²·день | 4538             | 7462             | 10827            | 15416            | 19712            | 21447            | 22558            | 19411            | 14263            | 9228             | 4983             | 3889             |                  |
| --------------------------------------------- | ---------------- | ---------------- | ---------------- | ---------------- | ---------------- | ---------------- | ---------------- | ---------------- | ---------------- | ---------------- | ---------------- | ---------------- | ---------------- |
| Джерело:                                      |                  |                  |                  |                  |                  |                  |                  |                  |                  |                  |                  |                  |                  |